# Musikjahr 1633
Liste der Musikjahre

◄◄ | ◄ | 1629 | 1630 | 1631 | 1632 | Musikjahr 1633 | 1634 | 1635 | 1636 | 1637 | ► | ►►

Weitere Ereignisse
Dieser Artikel behandelt das Musikjahr 1633.

## Ereignisse
- Heinrich Schütz ist von 1633 bis 1635 und von 1642 bis 1644 in Kopenhagen als dänischer Oberkapellmeister von Christian IV. tätig.
- In Rom wird die Oper Erminia sul Giordano von Michelangelo Rossi uraufgeführt.
- In Bologna wird die Accademia Filaschisi gegründet.

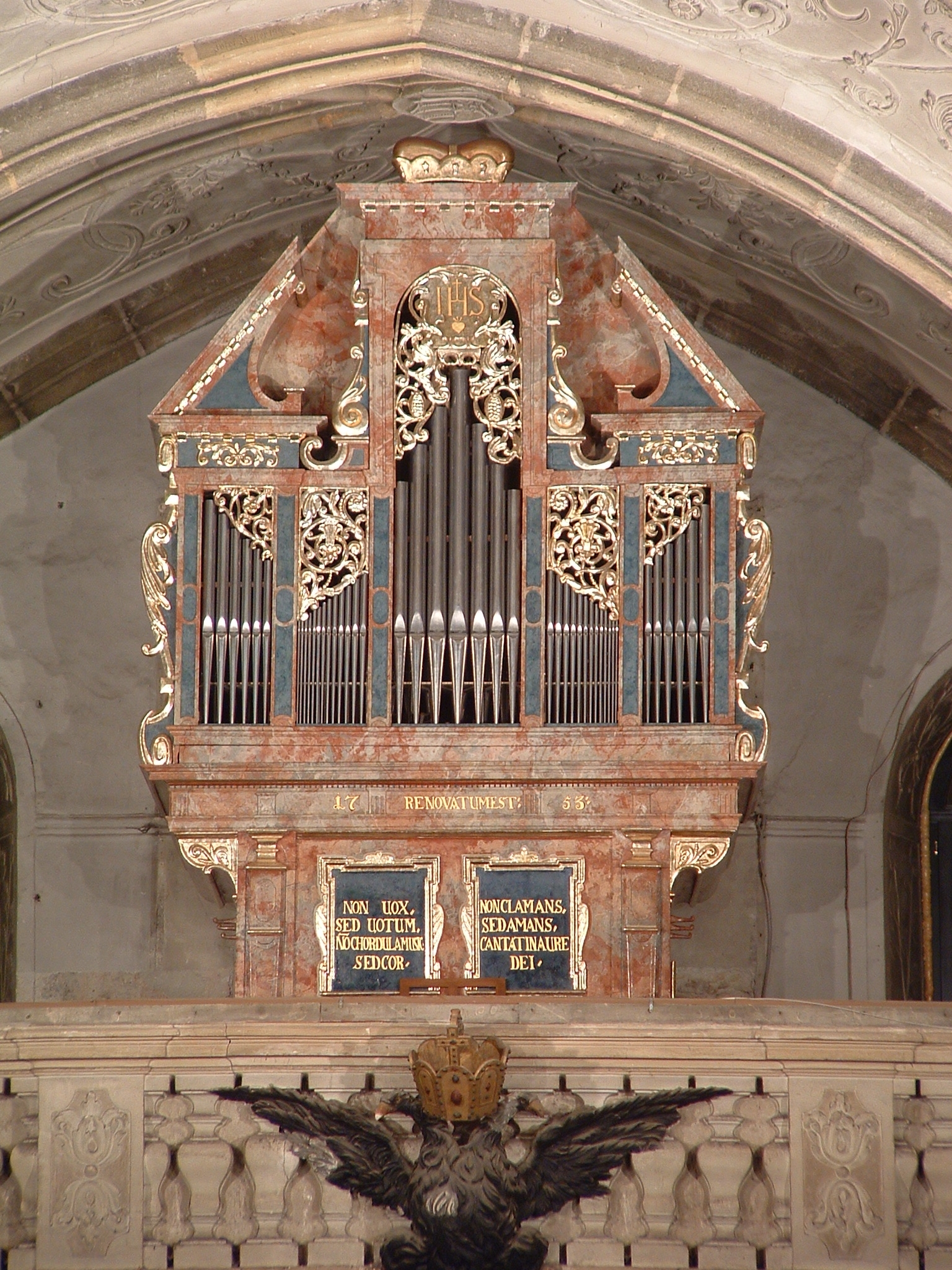
Die älteste Orgel Ungarns von Johann Wöckherl, 1633

## Instrumental- und Vokalmusik (Auswahl)
- Antonio Maria Abbatini – II Pianto di Rodomonte del. . . dato alle stampe da Pietro Ant. Ubaldoni, Orvieto: Rinaldo Ruoli (dramatische Kantate)
- Ignazio Donati – zweites Buch der Messen zu vier und fünf Stimmen, op. 12, Venedig: Alessandro Vincenti
- Benedetto Ferrari – Musiche varier a voce sola, Vol. 1, Venedig
- Melchior Franck – Der schöne trostreiche Spruch, Röm. 8. Ist Gott für uns, wer mag wider uns seyn? zu vier Stimmen, Coburg: Johann Forckel (Beerdigungsmotette)
- Francesco Pasquali – Varie musiche..., op. 6, Orvieto: Giovanni Battista Robletti

## Musiktheater
- Michelangelo Rossi – Erminia sul Giordano

## Geboren

### Geburtsdatum gesichert
- 01. Februar: Gabriel Schütz, deutscher Gambist, Zinkenist und Komponist († 1710)
- 24. April: Pierre Borjon de Scellery, französischer Jurist und Komponist († 1691)
- 13. August: Andreas Tamitius, deutscher Orgelbauer († 1700)
- 06. September (getauft): Sebastian Knüpfer, deutscher Komponist († 1676)

### Genaues Geburtsdatum unbekannt
- Jean-Nicolas Geoffroy, französischer Cembalist, Organist und Komponist († 1694)
- Christoph Werner, deutscher Orgelbauer († 1706)

## Gestorben

### Todesdatum gesichert
- 24. Januar: Nathaniel Giles, englischer Organist und Komponist (* um 1558)
- 21. Februar: Andreas Kritzelmann, deutscher Kirchenlieddichter (* 1606)
- 27. März: Pieter Cornet, französisch-flämischer Organist und Komponist (* um 1575)
- 30. März: Jakob Langenwalder, Füssener Lautenmacher (* vor 1589)
- 18. April: Joachim Praetorius, deutscher lutherischer Theologe, Hochschul- und Gymnasiallehrer und Kirchenlieddichter (* 1566)
- 21. April: Scipione Dentice, italienischer Kirchenmusiker und Komponist (* 1560)
- 12. August: Jacopo Peri, italienischer Komponist (* 1561)
- 24. Oktober: Jean Titelouze, französischer Organist und Komponist (* 1563)
- 08. November: Adam Steigleder, deutscher Organist und Komponist (* 1561)
- 26. November: Robert Johnson, englischer Komponist und Lautenist (* um 1583)

### Genaues Todesdatum unbekannt
- Jean Mazuel, französischer Violinist aus der Musikerdynastie Mazuel (* 1594)

### Gestorben um 1633

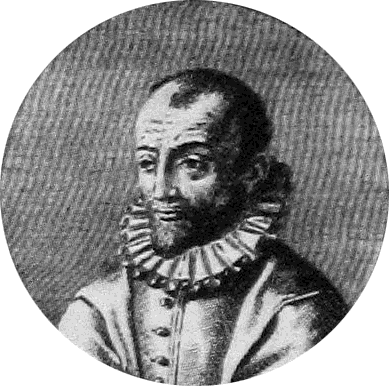
Scipione Cerreto

- Scipione Cerreto, Komponist, Lautenist und Musiktheoretiker (* um 1551)

### Gestorben nach 1633
- Dietrich Mente, deutscher Glocken-, Geschütz- und Bildgießer, Orgelbauer und Perlensticker sowie städtischer Büchsenmeister (* 1583)